# 3354 McNair
3354 McNair este un asteroid din centura principală, descoperit pe 8 februarie 1984, de Edward Bowell.